# DUFF : Le faire-valoir
Pour les articles homonymes, voir Duff.
Pour plus de détails, voir Fiche technique et Distribution.
DUFF : Le faire-valoir au Québec (The DUFF), est un film américain adapté du roman éponyme de Kody Keplinger, réalisé par Ari Sandel et sorti en 2015 aux États-Unis.

## Synopsis
En dernière année au lycée, Bianca Piper découvre lors d'une soirée qu'elle est la « DUFF » de son groupe d'amies (Designated Ugly Fat Friend, traduit par Dodue, Utile et Franchement Fade). Intelligente, cynique et loyale, la jeune fille de 17 ans prend très mal ce surnom, et décide de se venger de ses anciennes amies avec l'aide de Wesley, son voisin mais aussi le garçon le plus populaire et charismatique du lycée.

## Fiche technique
- Titre original : The Duff
- Titre français : DUFF : Le faire-valoir
- Titre québécois : DUFF
- Réalisation : Ari Sandel
- Scénario : Josh A. Cagan, d'après le roman de Kody Keplinger
- Direction artistique : Leia Verner
- Décors : Nicole LeBlanc
- Costumes : Eric Daman
- Photographie : David Hennings
- Son : Felipe Borrero
- Montage : Wendy Greene Bricmont
- Musique : Dominic Lewis
- Production : McG, Mary Viola et Susan Cartsonis
- Sociétés de production : Vast Entertainment et Wonderland Sound and Vision
- Société de distribution :

 États-Unis : CBS Films (Lionsgate)
 Québec : Les Films Séville
 France : Netflix France (VOD)
- Budget : 8,5 millions $
- Pays d'origine :  États-Unis
- Langue originale : anglais
- Format : couleur - Dolby
- Genre : Comédie
- Durée : 101 minutes
- Dates de sortie :
  -  États-Unis,  Canada,  Québec : 20 février 2015
  -  France : 6 juillet 2015 (sur Netflix France)

## Distribution
- Mae Whitman (VF : Karine Foviau ; VQ : Catherine Brunet) : Bianca Piper
- Robbie Amell (VF : Anatole de Bodinat ; VQ : Gabriel Lessard) : Wesley « Wes » Rush
- Bella Thorne (VF : Charlotte Corréa ; VQ : Stéfanie Dolan) : Madison Morgan
- Bianca A. Santos (VF : Nastassja Girard ; VQ : Sarah-Jeanne Labrosse) : Casey Cordero
- Skyler Samuels (VF : Alice Taurand ; VQ : Laetitia Isambert-Denis) : Jessica « Jess » Harris
- Allison Janney (VF : Marie-Laure Beneston ; VQ : Madeleine Arsenault) : Dottie Piper
- Ken Jeong (VF : Anatole Thibault ; VQ : Nicolas Charbonneaux-Collombet) : Mr Arthur
- Nick Eversman (VF : Olivier Martret ; VQ : Xavier Dolan) : Toby Tucker
- Romany Malco (VF : Jean-Paul Pitolin ; VQ : Gilbert Lachance) : Principal Buchanan
- Chris Wylde (VF : Pierre Tessier ; VQ : François Godin) : Mr Fillmore
- Mahaley Manning (en) : Kara
- Seth Meriwether : AJ
- Gabriela Fraile : Ashley
- Danielle Lyn : Maya
- David Gridley : Allen
- Brian Dewar McNamara : Matt

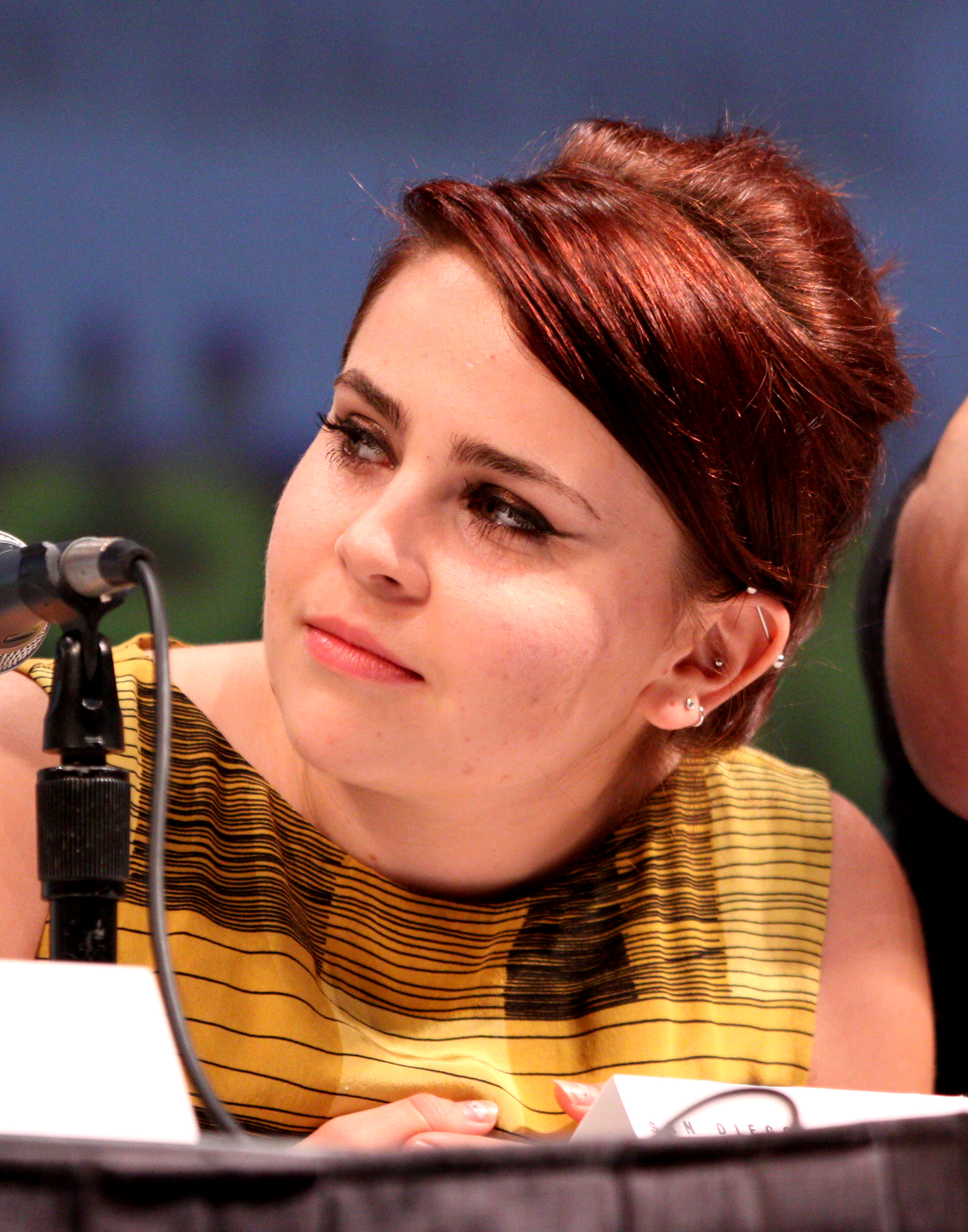
Mae Whitman interprète Bianca.
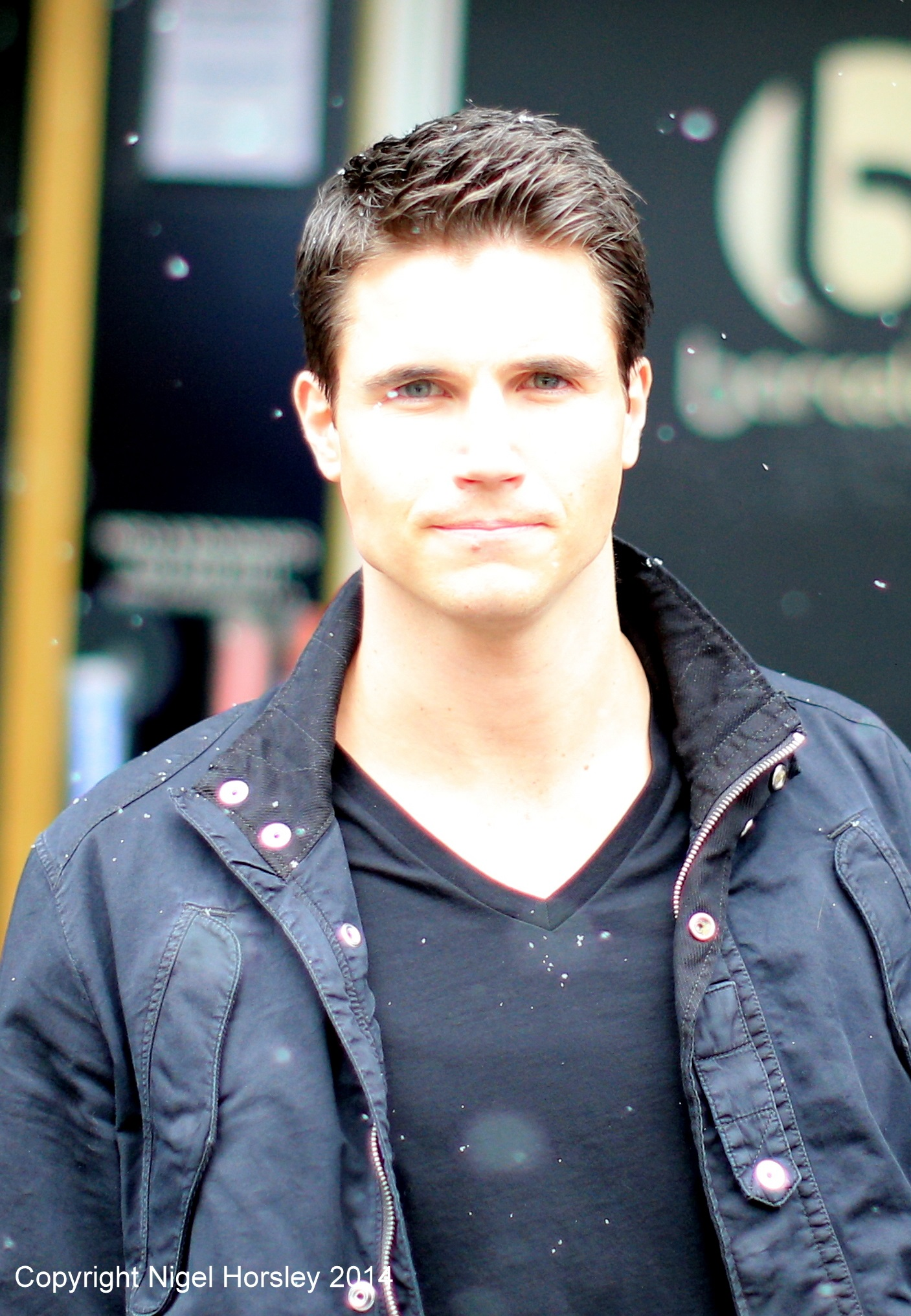
Robbie Amell interprète Wesley.
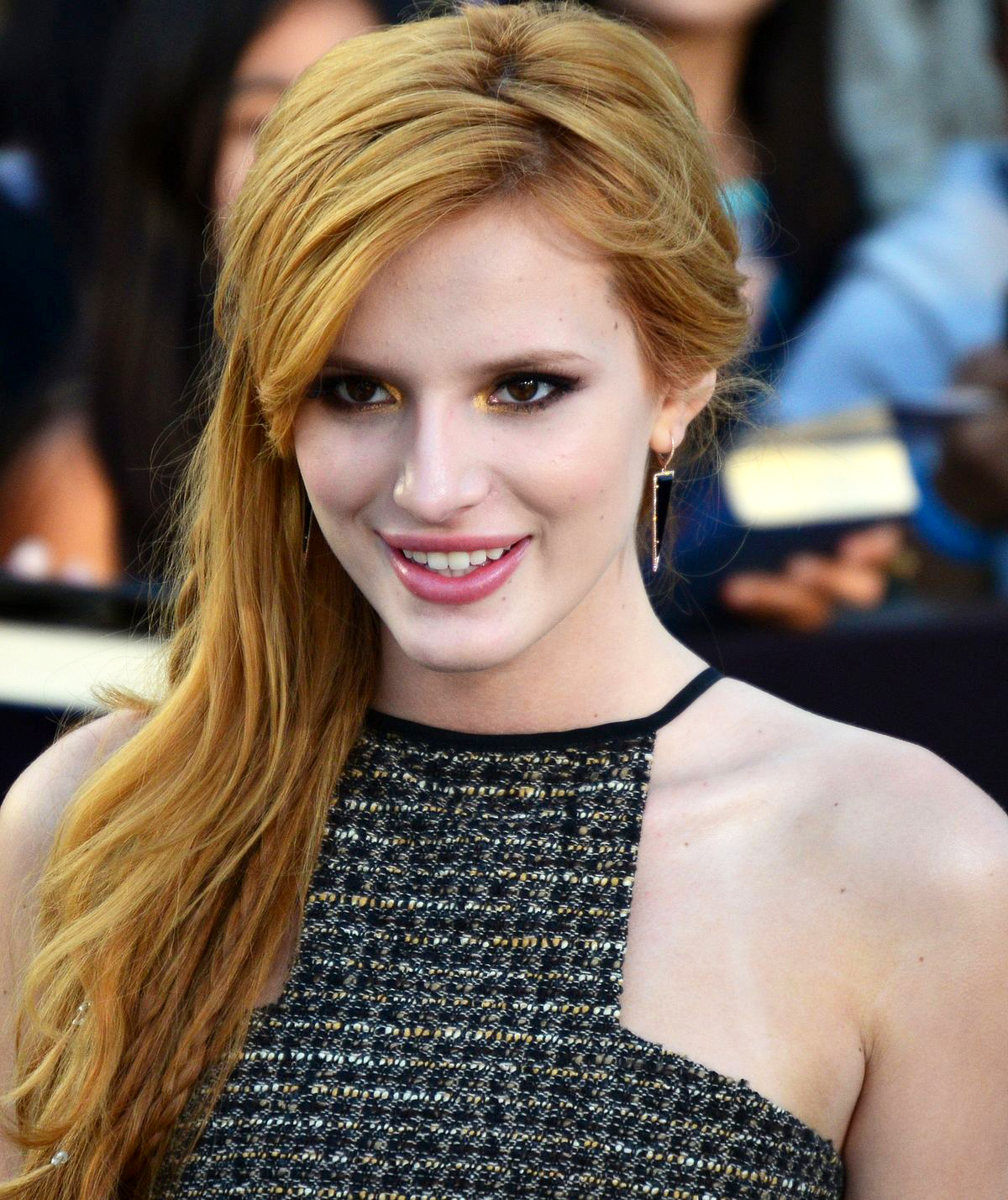
Bella Thorne interprète Madison.
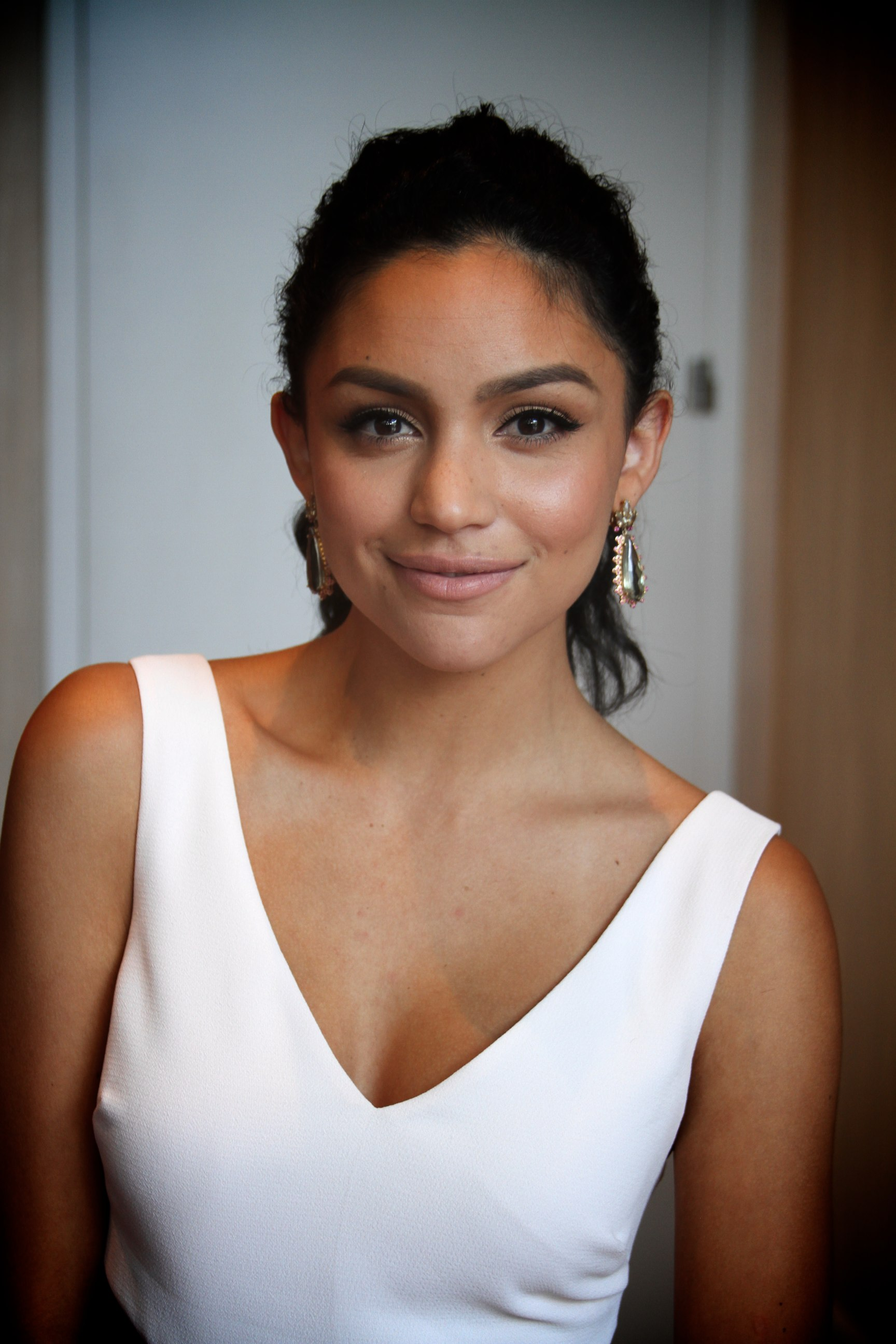
Bianca A. Santos interprète Casey.
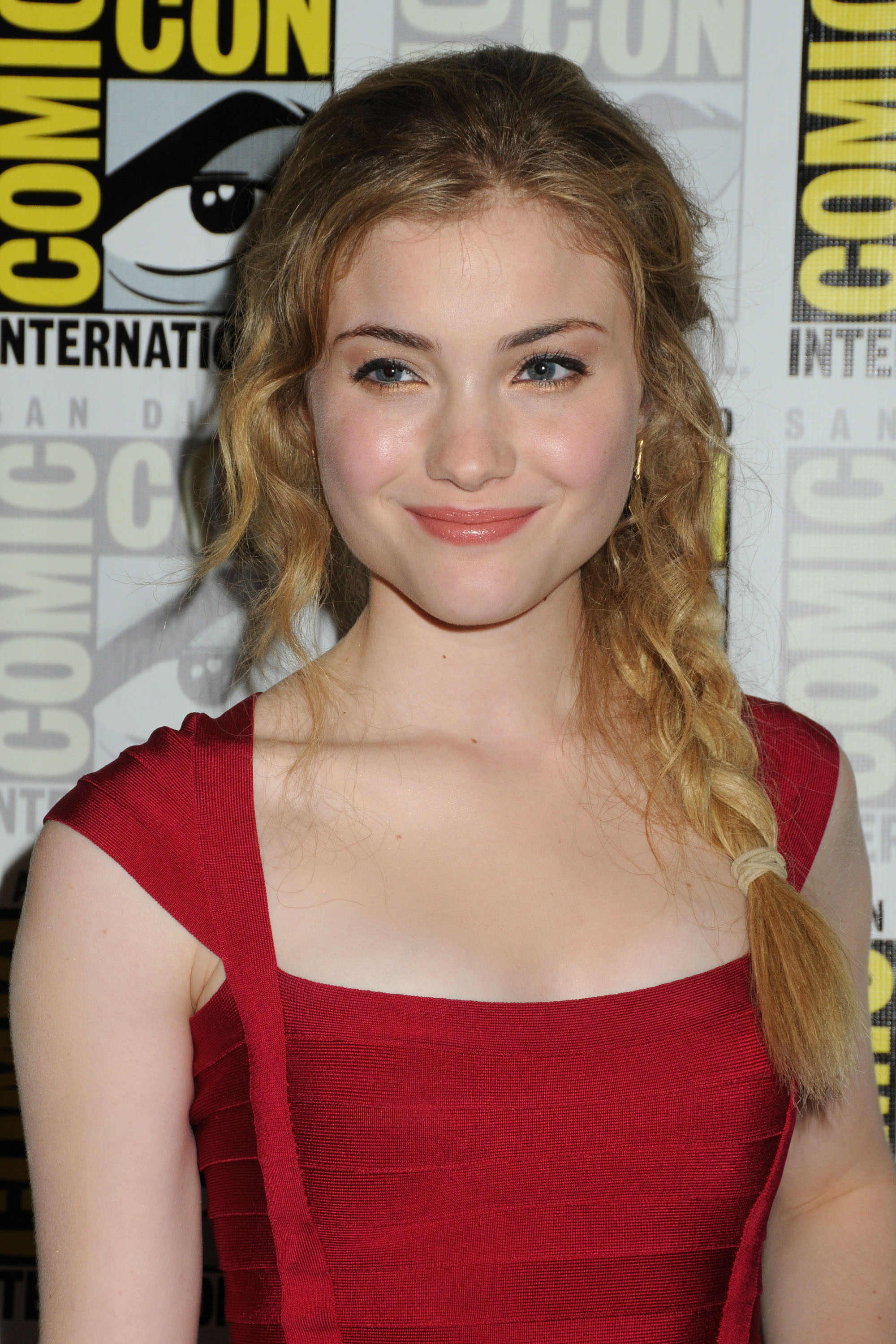
Skyler Samuels interprète Jessica.
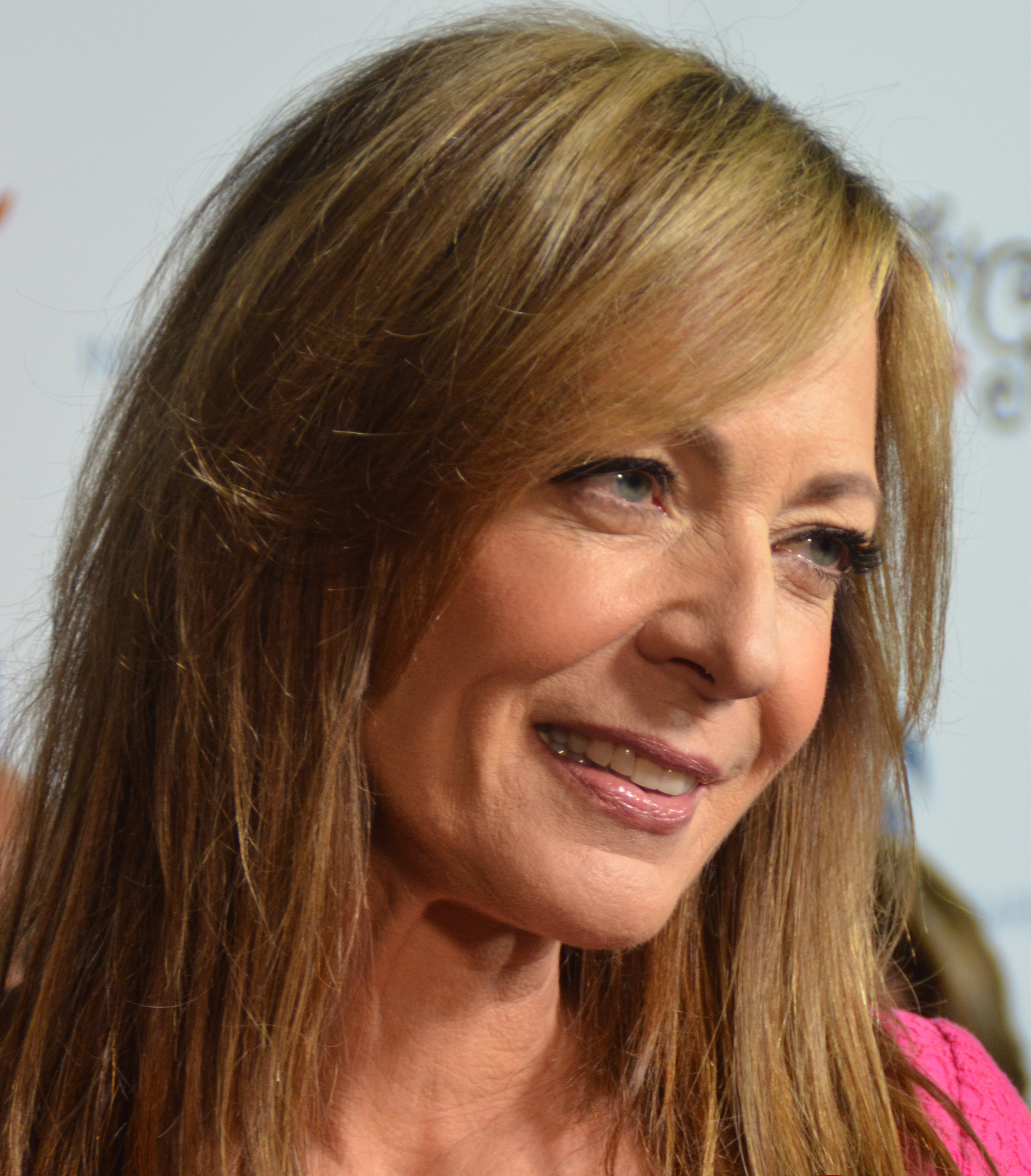
Allison Janney interprète Dottie.
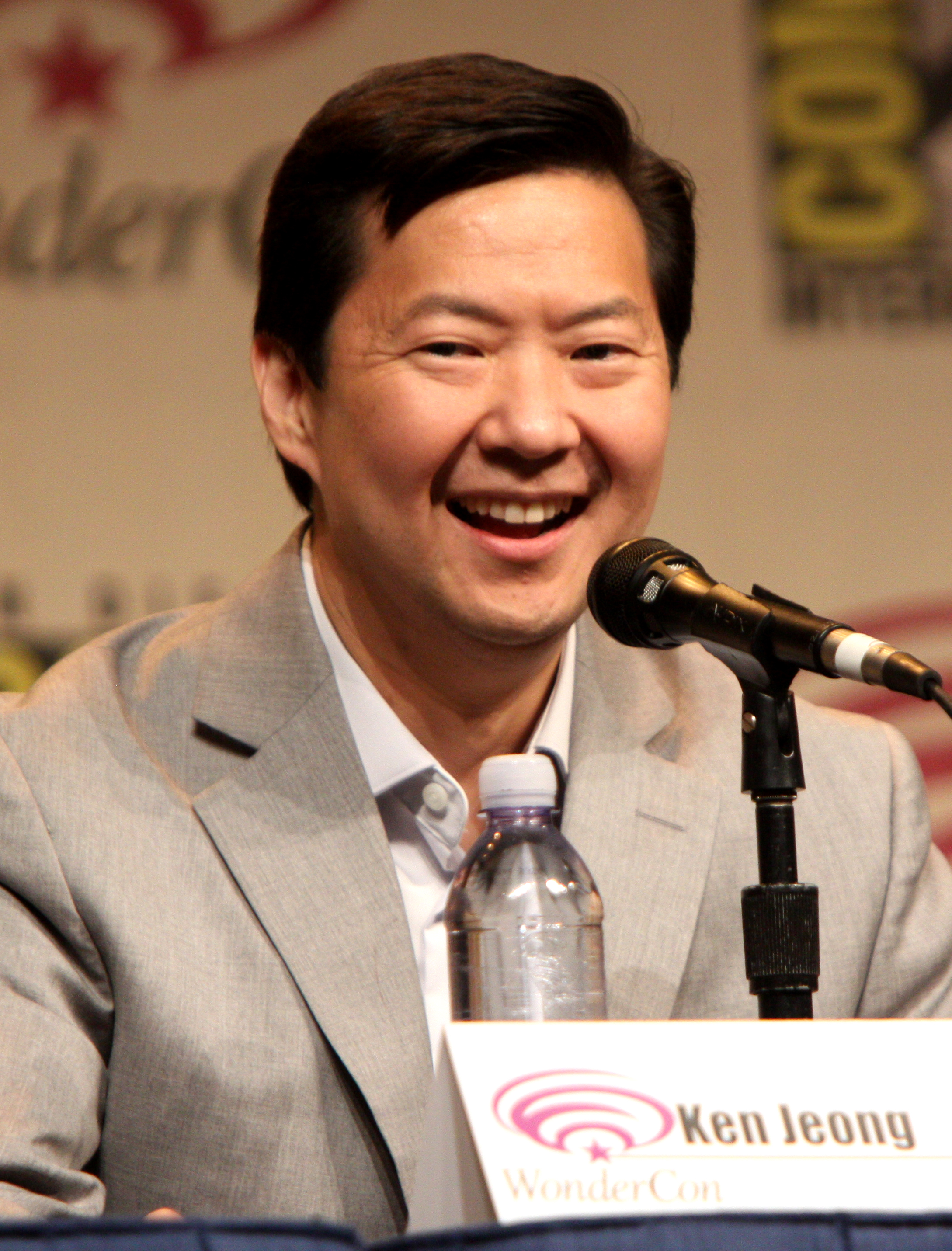
Ken Jeong interprète Mr Arthur.

Sources et légendes : version française (VF) sur RS Doublage et sur le carton du doublage français lors de la fin du film sur Netflix France ; version québécoise (VQ) sur Doublage.qc.ca

## Production
En novembre 2011, la société de productions CBS Films a obtenu les droits du roman The DUFF de l'auteure Kody Keplinger, afin d'adapter le livre au cinéma.
Le 9 avril 2014, l'actrice Mae Whitman a rejoint le casting pour jouer le rôle principal. Entre avril 2014 et mai 2014, les acteurs Robbie Amell, Bella Thorne, Bianca A. Santos, Allison Janney, Skyler Samuels et Ken Jeong rejoignent à leurs tours le casting,,,.
Le film a été tourné à Atlanta (Géorgie) et Austin (Texas) entre juin 2014 et 9 juillet 2014,.

## Bande originale

### Original Motion Picture Soundtrack
Liste des titres
1. Made In Gold - Nova Rockafeller
2. Jealous (The Rooftop Boys Remix) - Nick Jonas
3. How Come You Don't Want Me - Tegan and Sara
4. Favorite Record - Fall Out Boy
5. All Night - Icona Pop
6. Somebody To You (feat. Demi Lovato) - The Vamps
7. Nothing Left To Lose - Kari Kimmel
8. Heavy Mood - Tilly and the Wall
9. Sexy Silk - Jessie J
10. Kill the Band (feat. Joost van Bellen) - Junkie XL
11. I Own It (feat. Angel Haze) - Nacey
12. #Selfie - The Chainsmokers

## Accueil

### Box-office
Lors de son lancement aux États-Unis, le film a récolté un peu plus de 10 millions de dollars ce qui lui a permis de rembourser son budget de 8,5 millions de dollars et de se placer à la 5e place du box-office américain. Le film a très bien fonctionné au box-office américain, récoltant un peu plus de 34 millions de dollars. À l'étranger, le film a récolté un peu plus de 9 millions de dollars. En tout, le film a donc rapporté 43.5 millions de dollars.

### Critiques
Le film a recueilli 71 % de critiques positives, avec une note moyenne de 6/10 et sur la base de 101 critiques collectées, sur le site agrégateur de critiques Rotten Tomatoes. Sur Metacritic, il obtient un score de 56/100 sur la base de 28 critiques collectées.

## Autour du film
- Au début du film , on peut remarquer une allusion au film The Breakfast Club quand Bianca parle du « sportif, de l'intello, de la princesse, de la brute et du cinglé ».
- La mère de Bianca a une révélation en regardant un épisode des Simpson : Un poisson nommé Fugu : Homer boit souvent de la duff.